# برگ‌های علف (فیلم)
برگ‌های علف (به انگلیسی: Leaves of Grass) فیلمی آمریکایی در سبک کمدی-درام به کارگردانی تیم بلیک نلسون است که در سال ۲۰۰۹ منتشر شد.

## بازیگران
- ادوارد نورتون
- ریچارد درایفس
- سوزان ساراندون
- کری راسل
- تیم بلیک نلسون
- جاش پایس
- استیو ارل
- ملانی لینسکی
- مگی سیف
- لوسی دویتو